# Roque 25
Roque 25 ist ein zum Offenen Sternhaufen der Plejaden gehörendes Objekt, das als Brauner Zwerg vom frühen L-Typ klassifiziert wird.